# Gaesum
Een gaesum (in het Latijn gaesum, gaesi, o) is een lange zware speer die door de Galliërs werd gebruikt in de periode van het Romeinse Rijk. De naam gaesum heeft een Keltische oorsprong.

## Beschrijving
De speer bestond uit een houten steel met een lengte van 130 cm, waaraan een lange ijzeren lemmet (speerpunt) van ongeveer 70 cm was bevestigd. Deze ijzeren punt moest voorkomen dat de vijand de speer met een zwaard zou doorsnijden. Het lemmet zelf was ongeveer 20 cm breed, waardoor het manipuleren van de gaesum behoorlijk moeilijk was.

## Geschiedenis
De gausum kwam oorspronkelijk uit Gallië of Macedonië.
Vanaf begin 5e eeuw v. Chr. werd de gaesum ook gebruikt door licht bewapende soldaten van de Romeinse legers. Waarschijnlijk werd de speer na ca. 100 n.Chr. niet meer op het slagveld gebruikt.